# Stazione di Tomobe
La stazione di Tomobe (友部駅?, Tomobe-eki) è una stazione ferroviaria di Kasama, città della prefettura di Ibaraki e servita dalla linea Jōban e dalla linea Mito della JR East.

## Linee
JR East
■ Linea Jōban
■ Linea Mito

## Struttura
La stazione è dotata di due marciapiedi a isola e uno laterale con un totale di cinque binari passanti in superficie. Il fabbricato è posto su ponte sopra il piano del ferro, e collegato ai marciapiedi da scale fisse, mobili e ascensori. La biglietteria è aperta dalle 5:45 alle 21:00, e al di fuori di questo orario sono disponibili le biglietterie automatiche.
| 1     | ■ Linea Jōban | per Ishioka, Tsuchiura e Ueno                 |
| 2-3   | ■ Linea Jōban | per Mito, Hitachi e Iwaki                     |
| 3-4   | ■ Linea Mito  | per Kasama, Shimodate e Oyama                 |
| 3-4-5 | ■ Linea Jōban | per Mito (treni provenienti dalla linea Mito) |

## Stazioni adiacenti
| «           | Servizio    | »           |
| Linea Jōban | Linea Jōban | Linea Jōban |
| ----------- | ----------- | ----------- |
| Iwama       | Locale      | Uchihara    |
| Linea Mito  |             |             |
| Shishido    | Locale      | (Uchihara)  |